# Jussi Snellman
Jussi Snellman (28 de junio de 1879 – 25 de abril de 1969) fue un actor teatral y cinematográfico finlandés. 

## Biografía
Su nombre completo era Samuli Johannes Snellman, y nació en  Oulu, Finlandia. 
Trabajó en el Teatro Nacional de Finlandia entre 1901 y 1947. Jussi Snellman actuó además en el primer largometraje de la cinematografía finlandesa. 
Además de su actividad artística, fue el primer presidente de la Asociación de Amigos del Budismo, Buddhismens vänner, jugando un importante papel en la expansión del budismo en su país.
Falleció en Helsinki, Finlandia, en el año 1969. Había estado casado desde el año 1916 con la actriz Ruth Snellman, hija del compositor Jean Sibelius, con la que tuvo dos hijos: Erkki Virkkunen (1917–2013) y Laura Enckell (1919).

## Filmografía
- 1907 : Salaviinanpolttajat
- 1913 : Sylvi
- 1920 : Ollin oppivuodet
- 1921 : Se parhaiten nauraa, joka viimeksi nauraa
- 1922 : Anna-Liisa
- 1936 : Seikkailu jalkamatkalla
- 1943 : Neiti Tuittupää
- 1948 : Laulava sydän
- 1952 : Yhden yön hinta

## Obras
- 1945 : Miten meidän käy kuolemassa?
- 1928 : Muutamia ajatuksia ihmissielun kehityksestä jälleenruumiillistumain kautta
- 1929 : Ristimiekka

### Traducciones
- 1951 : Aasian valo: runoelma Gautama Buddhan elämästä ja opista
- 1961 : Elämän kysymyksiä
- 1948 : Karma ja jälleensyntyminen
- 1903 : Mestari Gert eli lörpöttelevä parturi: huvinäytelmä 1 näytöksessä
- 1947 : Mitä on Buddismi: eräs länsimainen vastaus
- 1940 : Salainen oppi, Toinen osa, toinen kirja, neljäs nide: Maailman uskontojen esihistoriallinen symbolismi
- 1912 : Sydämen oppi: otteita intialaisista kirjeistä
- 1953 : Teosofia